# Xã Meigs, Quận Muskingum, Ohio
Xã Meigs (tiếng Anh: Meigs Township) là một xã thuộc quận Muskingum, tiểu bang Ohio, Hoa Kỳ. Năm 2010, dân số của xã này là 180 người.